# Спенсър
 Тази статия е за населеното място в САЩ.  За британския род вижте Спенсър (род).  За филма вижте Спенсър (филм).
Спенсър (на английски: Spencer) е град в окръг Кларк, щата Айдахо, САЩ. Спенсър е с население от 38 жители (2000) и обща площ от 2,9 km². Намира се на 1801 m надморска височина. ЗИП кодът му е 83446, а телефонният му код е 208.